# Saint-Pierre (Olaszország)
Saint-Pierre település Olaszországban, Valle d’Aosta régióban. Lakosainak száma 3256 fő (2023. január 1.). Saint-Pierre Avise, Aymavilles, Gignod, Saint-Nicolas, Saint-Rhémy-en-Bosses, Sarre és Villeneuve községekkel határos.

## Népesség
A település lakossága az elmúlt években az alábbi módon változott:
| Lakosok száma | 3191 | 3213 | 3256 |
|               | 2017 | 2018 | 2023 |